# La Trinité-de-Réville
La Trinité-de-Réville és un municipi francès situat al departament de l'Eure i a la regió de Normandia. L'any 2007 tenia 242 habitants.

## Demografia

### Població
El 2007 la població de fet de La Trinité-de-Réville era de 242 persones. Hi havia 112 famílies de les quals 42 eren unipersonals (19 homes vivint sols i 23 dones vivint soles), 35 parelles sense fills, 31 parelles amb fills i 4 famílies monoparentals amb fills.
La població ha evolucionat segons el següent gràfic:
Habitants censats

### Habitatges
El 2007 hi havia 177 habitatges, 111 eren l'habitatge principal de la família, 62 eren segones residències i 4 estaven desocupats. Tots els 175 habitatges eren cases. Dels 111 habitatges principals, 99 estaven ocupats pels seus propietaris, 10 estaven llogats i ocupats pels llogaters i 2 estaven cedits a títol gratuït; 2 tenien una cambra, 8 en tenien dues, 17 en tenien tres, 31 en tenien quatre i 52 en tenien cinc o més. 103 habitatges disposaven pel capbaix d'una plaça de pàrquing. A 54 habitatges hi havia un automòbil i a 47 n'hi havia dos o més.

### Piràmide de població
La piràmide de població per edats i sexe el 2009 era:
| Homes | Edats   | Dones |
| ----- | ------- | ----- |
| 0     | 95 o +  | 0     |
| 0     | 90 a 94 | 4     |
| 4     | 85 a 89 | 0     |
| 4     | 80 a 84 | 8     |
| 0     | 75 a 79 | 16    |
| 4     | 70 a 74 | 8     |
| 4     | 65 a 69 | 16    |
| 4     | 60 a 64 | 0     |
| 8     | 55 a 59 | 8     |
| 4     | 50 a 54 | 0     |
| 4     | 45 a 49 | 12    |
| 16    | 40 a 44 | 0     |
| 8     | 35 a 39 | 8     |
| 8     | 30 a 34 | 8     |
| 4     | 25 a 29 | 0     |
| 4     | 20 a 24 | 8     |
| 4     | 15 a 19 | 4     |
| 0     | 10 a 14 | 0     |
| 8     | 5 a 9   | 0     |
| 0     | 0 a 4   | 4     |

## Economia
El 2007 la població en edat de treballar era de 156 persones, 115 eren actives i 41 eren inactives. De les 115 persones actives 98 estaven ocupades (60 homes i 38 dones) i 17 estaven aturades (9 homes i 8 dones). De les 41 persones inactives 19 estaven jubilades, 9 estaven estudiant i 13 estaven classificades com a «altres inactius».

### Ingressos
El 2009 a La Trinité-de-Réville hi havia 106 unitats fiscals que integraven 246,5 persones, la mediana anual d'ingressos fiscals per persona era de 15.913 €.

### Activitats econòmiques
Dels 5 establiments que hi havia el 2007, 2 eren d'empreses de construcció, 1 d'una empresa de comerç i reparació d'automòbils, 1 d'una empresa de serveis i 1 d'una empresa classificada com a «altres activitats de serveis».
Dels 4 establiments de servei als particulars que hi havia el 2009, 1 era un establiment de lloguer de cotxes, 1 fusteria, 1 lampisteria i 1 perruqueria.
L'any 2000 a La Trinité-de-Réville hi havia 17 explotacions agrícoles que ocupaven un total de 488 hectàrees.

## Poblacions més properes
El següent diagrama mostra les poblacions més properes.